# فابیو بازانی
فابیو بازانی (به ایتالیایی: Fabio Bazzani) بازیکن فوتبال و مهاجم اهل ایتالیا است که از سال ۲۰۰۳ میلادی عضو تیم ملی فوتبال ایتالیا بوده و در ۳ بازی ملی حضور داشته‌است. او در بازی‌های ملی‌اش گلی به ثمر نرساند.
فابیو بازانی آخرین بازی ملی خود را در سال ۲۰۰۴ میلادی انجام داد.